# ペギー葉山
ペギー葉山（ペギー はやま、本名：森 シゲ子（もり シゲこ）、旧姓：小鷹狩 シゲ子（こたかり シゲこ）、1933年11月9日 - 2017年4月12日）は、日本の女性歌手、タレント。社団法人日本歌手協会7代目会長（後に名誉会長）。
東京都新宿区出身。青山学院女子高等部（現・青山学院高等部）卒業。1952年にキングレコードよりレコードデビュー。

## 来歴
東京・四谷に生まれる。生まれたのは1933年11月9日だが、当時同居していた祖父が出生届を引き出しに入れたまま出し忘れたことから、戸籍上の出生日は1933年12月9日となった。このことから幼少時は誕生日プレゼントを2度貰っていた。
幼少時から歌が好きだったことから、青山学院中学部（現・青山学院中等部）在学中に内田るり子に師事し声楽を習い、音大進学を志す。しかし次第にFEN放送（現・AFN）から流れるアメリカのポピュラー音楽へ関心を深めていき、青山学院女子高等部（現・青山学院高等部）2年の時に映画『我が道を往く』を観た際、劇中で主演のビング・クロスビーが歌う「アイルランドの子守唄」に感動、クラシックからポピュラー・ジャズへの転向を決意。
ほどなく友人の紹介から進駐軍のキャンプで歌い始め、その歌声とセンスを見込んだティーブ・釜萢の口利きで、当時の一流ビッグバンドである渡辺弘とスター・ダスターズの三代目専属歌手として活躍する。

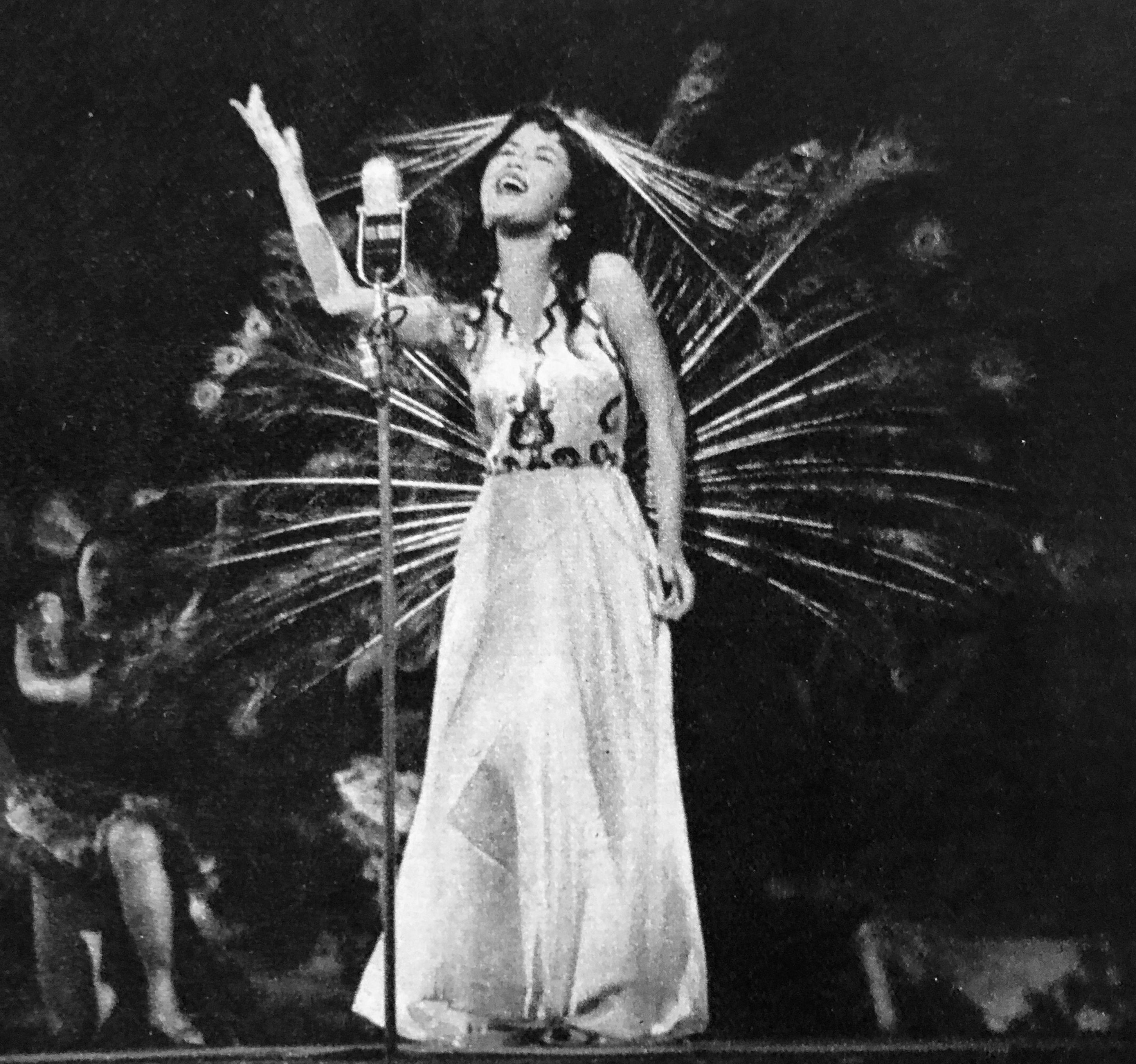
1954年10月6日、日劇「秋の踊り」

学校卒業後の翌1952年11月にキングレコードから「ドミノ/火の接吻」を発売し、レコードデビュー。1954年には「第5回NHK紅白歌合戦」（NHK総合・ラジオ第1）に紅白歌合戦初出場を果たす。渡辺弘とスター・ダスターズの専属解除後の1955年2月には初渡米。各地で歌い、盛況を博す。
1958年、ミュージカル『あなたの為に歌うジョニー』で芸術祭個人奨励賞受賞。翌1959年には「南国土佐を後にして」の空前の大ヒットで、ジャズ/ポピュラー界だけではなく歌謡界においても、その地位を不動のものにする。
1960年、オーストラリア/ゼネラルテレビの招きで、テレビ番組『今宵のメルボルン』に1か月間レギュラー出演する。
同年の8月にはロサンゼルスの日米修好百年祭に日本人代表として招かれる。この際にミュージカル『サウンド・オブ・ミュージック』を鑑賞。帰国後、自身の作詞で同ミュージカルの劇中歌「ドレミの歌」をペギー自身の訳詞で紹介した。ペギーの訳詞・歌唱による「ドレミの歌」はNHK「みんなのうた」でも使用され、音楽の教科書にも掲載されるなど、国民に広く知られている。
しかし、生来病弱であったことに加え、その人気による過密スケジュールから、1963年の春に気胸を患い半年間の療養を余儀なくされたが、病気療養中に「ラ・ノビア」「爪」もヒットしたことも幸いし、ブランクをものともせず無事復帰した。また、復帰翌年の1964年には「学生時代」がロングセラーとなり、人気の健在ぶりを示した。
1965年に俳優の根上淳と結婚、1968年には長男を出産している。甥はROUTE 66とTHE CHAPPYSでボーカルを務めた森雅裕であり、THE CHAPPYSがデビューする際に雅裕氏はペギーの自宅へ挨拶に赴き、彼が持参したレコード会社の企画書に目を通しデビューを喜んだ。根上とは、芸能界きってのおしどり夫婦で知られ、1998年に根上が糖尿病の合併症から来る脳梗塞で倒れてから2005年に亡くなるまで歌手業の傍ら在宅介護を続けた。
1966年の「第17回NHK紅白歌合戦」（NHK総合・ラジオ第1）では、紅組司会を務める。ただし、歌手として出場することはできなかった。これは、当時のNHKの「例え歌手であっても司会に専念してもらう」という方針のためである（九重佑三子も同様）。
タレントとしての活動も多くこなし、知られているものではNHK紅白歌合戦の紅組司会（1966年の「第17回NHK紅白歌合戦」）や「歌はともだち」（NHK総合）の司会に、「ひらけ!ポンキッキ」（フジテレビ）のしつけコーナー、「ウルトラマンタロウ」（TBS）のウルトラの母の人間体である緑のおばさんとしても知られる。
1974年には司馬遼太郎に続き、2人目となる高知県名誉県人の称号を贈られた。また、ペギーが歌手生活60周年を迎えた2012年には高知市のはりまや橋公園に「南国土佐を後にして」の歌碑が設置され、ペギーも除幕式に出席した。よさこい祭りの全国コンクール（毎年8月12日）においては、葉山の名前を冠したペギー葉山賞が優秀チームに贈賞されている。
1991年、『It's Been A Long Long Time』（キングレコード）の録音でハンク・ジョーンズ、ケン・ペプロウスキーと共演した。
1995年に紫綬褒章、2004年には旭日小綬章をそれぞれ受章。
2007年6月からは、青木光一の後を継ぎ、社団法人日本歌手協会7代目初の女性会長に就任し、2010年6月末日まで務めた。一般社団法人移行後は理事職。2014年6月には、田端義夫・青木光一に次ぎ3人目となる名誉会長に就任している。
2010年に発売した「夜明けのメロディー」（ラジオ深夜便のうた）は、『ラジオ深夜便』（NHKラジオ第1・FM）で初オンエアされて以来リスナーを中心に高く評価され、1971年発売の「雲よ風よ空よ」以来約40年ぶりのオリコンチャートインを果たす快挙を成し遂げた。また、登場回数も30回にせまりロングランも記録している。そのほか、NHK「みんなのうた」などでも歌声を聴かせている。
歌手としての活動のほか、日本歌手協会役員としての業務、亡夫の介護体験をもとにした講演など多方面で活動。デビューから60年を迎えてもなお、第一線で活躍し続けた。
2017年4月12日午前11時55分、肺炎により東京都内の病院で死去。83歳没。墓所は取手市弘経寺。
死去に先立つ1月4日から毎月第1水曜日付のデイリースポーツと西日本スポーツに聞き書き連載「人生はケ・セラ・セラ」の連載を開始していたが、訃報を受けて5月3日に掲載を予定していた分を死去翌日の4月13日付に、あらかじめ取材したものが前倒しで掲載された。
前記の通り、『ウルトラマンタロウ』に出演していたことから、訃報を受けてウルトラシリーズのファンから故人を悼む声が多数上がったほか、ウルトラの母の実子であるウルトラマンタロウ / 東光太郎役の篠田三郎が「スタッフや出演者にお菓子か何かを作ってきてくださった」「その後も偶然出会うことが多く、縁を感じた」「東京では桜が散り始めていますが、一つの大輪の花が散ってしまった」などと故人のあたたかな人柄や撮影当時のことを追悼の意と共に明かしている。

## 芸名の由来
"ペギー"は友人宅の混線電話がきっかけで親しくなったテレホン・フレンドのアメリカ人から「君の声はペギーという感じだ」と言われたことから、"葉山"は進駐軍廻りの際に一緒にアルバイトしていた学生に「長谷川一夫にフランク・シナトラ…芸能人にとって、ハ行は縁起がいい。」と言われ、「確かにその通り。ペギーだけでは苗字が無いし、それなら何か…」ととっさに思いついたのが葉山であったことからである。ただ、芸名の由来となったペギーの愛称を付けたアメリカ人とは一度も会ったことがないそうである。
当時、巡業などで地方へ行くとペギー葉山ではなく、ペリー葉山、ペンギン葉山、ペジー葉山といった誤記が多数あった。

## 人物
好角家であり、砂かぶり席で観戦している様子が、度々NHKの大相撲中継の際に確認されていた。
戦前からの宝塚歌劇の大ファンで特に葦原邦子とは葦原ママと慕い、親子のような親しい関係を築いていた。

## 家系
父方・小鷹狩家の先祖は広島藩主・浅野家の家老職を勤めたこともあった。また、母方の祖父は白虎隊の生き残りである。なお父方の叔母は能楽師・粟谷益二郎（粟谷家は元広島藩お抱え能楽師であった）と結婚し、粟谷菊生の母となったのでペギーと粟谷はいとこ同士になる。
両親も広島の出身で、戦争中、父方の実家がある広島に疎開する予定だったが、直前に父・明が「広島の近くは呉という軍港もあるし、海の近くより山奥の方が安全だろう」と急遽集団疎開に切り替え、福島県石城郡大野村（現・いわき市）に疎開し原爆被災を免れた。しかし父方の祖父は被爆死し原爆投下1か月後に白骨化した状態で発見された。

## 楽曲に関して
代表曲「学生時代」（平岡精二作詞・作曲）は自身の学生時代がモデルである。当初曲名は「大学時代」だったが「自分は大学へは行っていないから」と現在のタイトルへと改めてもらった。同歌の歌詞中に出てくる「蔦のからまるチャペル」とは、青山学院青山キャンパス内にある国の登録有形文化財のベリーホール内にあるチャールズ・オスカー・ミラー礼拝堂のことである。同建物の前には、「学生時代」の歌碑が2009年に建立され、ペギーも除幕式に出席している。
訳詞も手がけ、後に音楽の教科書にも掲載されるなど広く親しまれている「ドレミの歌」について、ペギーは後に「（『サウンド・オブ・ミュージック』の）第1幕終了後の休憩時間に、客が皆ロビーで「ドレミの歌」を口ずさんでおり、その光景を見ながら『この歌に日本語の詞を付け、お土産に持ち帰ろう』と思わずにはいられなかった」、「終演後、劇場の売店で購入したヴォーカルスコアとオリジナルのLP盤を大事に抱えて、ホテルにまっしぐらで帰り、辞書と原譜とにらめっこ。先ずドレミの『ド』はドーナツのド。幼い頃大好きだった母の手作りおやつが浮かんで、戦時中の集団疎開で空腹な時、一番食べたかった。最高のおやつでした。子供の好きな食べ物でまとめよう！そう思いますが、『ファ』で行き詰まりました。発想を転換し、易しく考えてみたら、浮かびました。そうだ、『ファ』ではファイト、『シ』は幸せ、出たア！『ドレミの歌』の誕生です。今も摩天楼に朝の光が差し込む風景を覚えていますよ。」と語っている。
「ドレミの歌」の歌詞は当初、すべて食べ物にしようとしていたが（ミはミカンなど）、「ファ」で始まる食べ物がファンタ（炭酸飲料）しか思いつかず、商品名（商標名）になるため断念したというエピソードがある。また、2番の詞は、レコード化される際に新たに付け加えられたものであり、ペギーが東北地方へコンサートに出かけた際に、車窓から小学校で運動会の予行演習をしていた子供たちの姿を見て、歌詞にしたものである（英語原詞には2番は存在しない）。
「ドレミの歌」の日本語詞を作詞したことが縁となり、1995年（平成7年）11月25日放送のNHK BS2のテレビ番組「世界・わが心の旅」で、当時存命中であったトラップ家の人々との対面が実現した。
作曲家の古賀政男とは家が隣同士であったことから家族ぐるみで交流があった。1968年、長男の誕生祝いに古賀は曲を書き下ろし贈ったが当時はレコード会社の違いなどの事情もあり、世に出すことは叶わず譜面も紛失し幻の曲となっていた。しかし古賀の生誕100年の年だった2003年にペギーが書棚を整理した際に発見、曲は『天使のための子守唄』これをコンサートで披露したところ、好評であったことに加え、当時クリアできなかった権利問題もクリアできたことからCD化されている。

## 作品
- ケ・セラ・セラ（ドリス・デイのカバー）
- 南国土佐を後にして／ドクトル・ジバンヌ（1959年4月10日臨発、キングレコード、EB-164）-　200万枚を越す大ヒット。発売からほぼ1年で約100万枚を売る大ヒット[19]。第40師団歩兵第236連隊の歌のリメイク
- 学生時代／鏡（BS-144）
- 島原の子守唄　-　もともとは島倉千代子が歌っていたものだがペギー葉山のカバーによって世に知られるようになった
- 大人とこども（原題はフランス語: L'Homme et l'Enfant）-　エディ・コンスタンティーヌとタニア・コンスタンティーヌが歌った同名映画の主題歌のカバー。1962年当時同じキングの童謡歌手だった庄司淳と歌っていた。「大人と子供」とも表記される。原曲の歌詞は大人の男性と子供の対話だが、ペギー版はママと子供の対話になっている）
- ドレミのうた（『サウンド・オブ・ミュージック』より、日本語訳詞も自身の手によるもの。もともとは「大人とこども」のB面だが、A面をはるかに凌ぐ大ヒット。「ドレミの歌」「ドレミの唄」とも表記される。『みんなのうた』でも使われた）
- ドミノ（アンドレ・クラヴォーのカバー）
- かあさんの歌
- ウンパッパ（『オリバー!』より、『みんなのうた』でも使われた）
- ドミニク（スール・スーリールのカバー）
- ラ・ノビア（SS-19）-　トニー・ダララ、コニー・フランシスなどのカバー
- 算数チャチャチャ（『みんなのうた』）
- 町の小さな靴屋さん
- ラ・マンマ
- 琵琶湖周航の歌／二つの岸（1962年、日本ビクター、BS-653）-　加藤登紀子が吹き込んだ盤が有名だが、1962年にペギーもこの曲を吹込みヒットしている
- ブリデント
- 爪
- マンボ・イタリアーノ
- 空よ雲よ風よ（1971年1月21日、キングレコード、BS-312）
- ウルトラの母のバラード(藤田淑子のカバー。キングレコードから発売。)
- 渋谷・愛の街（1978年11月、渋谷区の区歌）
- 我が心に歌えば
- 神様がくれた愛のみち（2007年）-　『歌手生活55周年記念曲』
- 夜明けのメロディー（2010年）-『ラジオ深夜便』の曲。39年ぶりにオリコンにチャートイン
- 結果生き上手（2012年）-　『歌手生活60周年記念曲』
- おもいでの岬（2016年）-　『ラジオ深夜便』の曲
- シング　-　カーペンターズのカバー曲
- 白い風にのって／冒険コロボックル（冒険コロボックル）
- 今村証券CMソング
- 那須の音東昭観光開発ソノシート

### アルバム

#### オリジナル・アルバム
| 枚             | 発売日         | タイトル                              | 備考／規格品番 |
| キングレコード | キングレコード | キングレコード                        | キングレコード |
| -------------- | -------------- | ------------------------------------- | --- |
| 1st            | 1960年         | 南国土佐を後にして                    | LKF 1065 |
| 2nd            | 1963年         | My Favorite Songs ─ペギーの歌日記─    | SKJ 1013 / KC 29 / FL 31134 |
| 3rd            | 1964年         | ペギーのクリスマス                    | SKK 42 |
| 4th            | 1965年         | 鏡 〜ペギー、平岡精二を歌う〜         | SKK 64 |
| 5th            | 1966年         | ママとよい子のアルバム                | SKK 173 |
| 6th            | 1967年         | ペギーのファミリーショー              | SKK 368 |
| 7th            | 1970年         | ハッシャバイ ─ペギーの子守唄─         | SKK 641 |
| 8th            | 1971年         | 雲よ風よ空よ                          | SKD 64 |
| 9th            | 1973年         | ふるさと 東日本編                     | SKW 51〜52 |
| 10th           | 1973年         | クラシック・ラヴ・サウンズを歌う      | SKA 51 |
| 11th           | 1974年         | 心の窓に灯を                          | SKD 209 |
| 12th           | 1976年         | 雨あがりの恋人たち                    | SKA 161 |
| 13th           | 1978年         | 日本の旅情                            | SKS 26 |
| 14th           | 1979年         | ペギーと歌おう 世界の子供のうた       | - SKA 260 - 国際児童年記念盤 |
| 15th           | 1979年         | 恋歌 ─万葉の心を求めて─               | - SKS-85 - 万葉集の恋歌を現代風にアレンジして、山口洋子が作詞、小六禮次郎が編曲 - 作曲をニューミュージックのシンガーソングライター (大塚博堂・来生たかお・南佳孝・西谷翔・米山拓巳)が担当 - 監修・犬養孝 - 1980年、第22回日本レコード大賞企画賞受賞 |
| 16th           | 1983年         | PEGGY'S MUSIC GEMS                    | - K28A-416 - 前田憲男プロデュースによるジャズ・アルバム |
| 17th           | 1987年         | What A Wonderful World 〜歌ある限り〜 | K28A 821 |

#### ライヴアルバム
| 発売日 | タイトル                                                    | 備考／規格品番                                  |
| ------ | ----------------------------------------------------------- | ----------------------------------------------- |
| 1970年 | 愛のおくりもの ─ペギー葉山リサイタル─                       | - SKK 890 - 1969年12月6日サンケイホールにて収録 |
| 1972年 | リサイタル マイ・ウェイ                                     | SKD 107                                         |
| 1975年 | わたしの旅 ─ペギー葉山リサイタル─                           | SKA 103                                         |
| 1982年 | 我が心に歌えば ─ありがとう30年─(ペギー葉山・オン・ステージ) | K20A-255                                        |

#### 企画アルバム
| 発売日    | タイトル           | 備考／規格品番                                                                                                |
| --------- | ------------------ | --- |
| 1960年9月 | ひらけ！ポンキッキ | - SKM(H)2229 - 以下楽曲にて参加 - おたまじゃくしは元気な子 - 手のうた - 星がルンラン - 未来へつづくポンキッキ |

## NHK紅白歌合戦出場歴
1966年の第17回NHK紅白歌合戦は紅組司会を務めたが、当時のNHKの意向により出場歌手には非選出。また、1967年の第18回NHK紅白歌合戦も妊娠中だったため出演していない。
| 年度/放送回               | 回 | 曲目                        | 出演順      | 対戦相手         | 備考 |
| ------------------------- | -- | --------------------------- | ----------- | ---------------- | ---- |
| 1954年（昭和29年）/第5回  | 初 | 月光のチャペル              | 09/15       | 笈田敏夫(1)      |      |
| 1955年（昭和30年）/第6回  | 2  | マンボ・イタリアーノ        | 07/16       | 笈田敏夫(2)      |      |
| 1956年（昭和31年）/第7回  | 3  | ケ・セラ・セラ              | 13/25       | 山形英夫         |      |
| 1957年（昭和32年）/第8回  | 4  | シャンテ・シャンテ          | 21/25       | 旗照夫(1)        |      |
| 1958年（昭和33年）/第9回  | 5  | 年頃ですもの                | 19/25       | 笈田敏夫(3)      |      |
| 1959年（昭和34年）/第10回 | 6  | 南国土佐を後にして          | 12/25       | フランク永井(1)  |      |
| 1960年（昭和35年）/第11回 | 7  | マンマ                      | 25/27       | フランキー堺     |      |
| 1961年（昭和36年）/第12回 | 8  | ブリア                      | 12/25       | フランク永井(2)  |      |
| 1962年（昭和37年）/第13回 | 9  | トゥナイト                  | 20/25       | アイ・ジョージ   |      |
| 1963年（昭和38年）/第14回 | 10 | 女に生れて幸せ              | 21/25       | 旗照夫(2)        |      |
| 1964年（昭和39年）/第15回 | 11 | ラ・ノビア                  | 15/25       | フランク永井(3)  |      |
| 1965年（昭和40年）/第16回 | 12 | 学生時代                    | 18/25       | ボニージャックス |      |
| 1968年（昭和43年）/第19回 | 13 | 愛の花咲くとき              | 03/23       | 千昌夫           |      |
| 1989年（平成元年）/第40回 | 14 | 南国土佐を後にして（2回目） | 第1部に出演 | （対戦相手なし） |      |

（注意点）
- 1989年の紅白第1部は、「紅白40年特別企画」として行われたものである。従って、通常の紅白歌合戦とは異なる取り扱いがなされており、曲順も男女交互という形ではなかった。
- 対戦相手の歌手名の()内の数字はその歌手との対戦回数を表す。
- 曲名の後の（○回目）は紅白で披露された回数を表す。
- 出演順は「（出演順）／（出場者数）」で表す。

## NHKみんなのうた出演歴
▲はラジオのみの放送、△はNHK衛星第2テレビ（現 - BSプレミアム）の『なつかしのみんなのうた』での放送。
| 初放送                                         | 曲目                                       | コーラス                | 再放送 |
| ---------------------------------------------- | ------------------------------------------ | ----------------------- | --- |
| 1961年（昭和36年）12月 - 1962年（昭和37年）1月 | 赤鼻のトナカイ                             | 東京放送児童合唱団      | （なし） |
| 1962年（昭和37年）2月 - 3月                    | かあさんの歌 （1962年版）                  | （なし）                | 2003年（平成15年）12月 - 2004年（平成16年）1月 2006年（平成18年）8月8日△ 2006年（平成18年）10月15日△ 2007年（平成19年）1月1日△ |
| 1962年（昭和37年）6月 - 7月                    | ドレミの歌                                 | 音羽ゆりかご会          | 2021年（令和3年）4月▲ |
| 1962年（昭和37年）8月 - 9月                    | アイルランドの子守唄                       | ヴォ―チェ・アンジェリカ | （なし） |
| 1962年（昭和37年）10月                         | 調子をそろえてクリック・クリック・クリック | 西六郷少年少女合唱団    | 2022年（令和4年）1月▲ |
| 1963年（昭和38年）2月 - 3月                    | 小さな靴屋さん                             | （なし）                | 2019年（平成31年）2月 - 3月▲                                                                                                   |
| 1963年（昭和38年）9月                          | 走ろう子馬よ                               | 東京放送児童合唱団      | 2020年（令和2年）8月 - 9月▲ |
| 1964年（昭和39年）2月 - 3月                    | 回転木馬                                   | 西六郷少年少女合唱団    | （なし） |
| 1964年（昭和39年）4月 - 5月                    | 五月のうた                                 | （なし）                | （なし） |
| 1964年（昭和39年）10月 - 11月                  | フルーツサラダの歌                         | （なし）                | 2022年（令和4年）10月 - 11月▲                                                                                                  |
| 1964年（昭和39年）12月 - 1965年（昭和40年）1月 | 木ぐつをはいて（サボをはいて）             | 西六郷少年少女合唱団    | （なし） |
| 1965年（昭和40年）4月 - 5月                    | ウンパッパ                                 | 東京放送児童合唱団      | 2018年（平成30年）10月 - 11月▲ 2021年（令和3年）3月▲                                                                           |
| 1965年（昭和40年）8月 - 9月                    | トム・ピリビ（1965年版）                   | （なし）                | （なし） |
| 1966年（昭和41年）8月 - 9月                    | ひなげし                                   | 大阪放送児童合唱団      | 2015年（平成27年）2月 - 3月▲                                                                                                   |
| 1969年（昭和44年）12月 - 1970年（昭和45年）1月 | パンのマーチ                               | 東京少年少女合唱隊      | （詳細） |
| 1973年（昭和48年）6月 - 7月                    | 算数チャチャチャ                           | ヤング101               | （詳細） |
| 1974年（昭和49年）6月 - 7月                    | ひげなしゴゲジャバル                       | （なし）                | （詳細） |
| 1994年（平成6年）4月 - 5月                     | みどりの星                                 | タンポポ児童合唱団      | 2024年（令和6年）10月 - 11月▲                                                                                                  |
| 2012年（平成24年）6月 - 7月                    | とんとんとん                               | （なし）                | 2019年（令和元年）6月 - 7月（リクエスト）                                                                                      |

出演は全19回で、ソロ歌手としては天地総子の全22回に次ぐ。

## 出演
- NHK紅白歌合戦（NHK総合・ラジオ第1） - #NHK紅白歌合戦出場歴参照。
- お転婆三人姉妹 踊る太陽 (1957年、日活映画)
- 歌はともだち（1974年 - 1977年、NHK総合） - 司会
- ひらけ!ポンキッキ（1973年 - 1988年、フジテレビ）
- ウルトラマンタロウ（1973年、TBS） - ウルトラの母の声／緑のおばさん（東光太郎の母親と二役）
- 歌の広場（NHK総合）
- 花の星座（NHK総合・ラジオ第1）
- 歌のグランドショー（NHK総合）
- ファミリーショー（1967年、NHK総合） - 総合司会
- 音楽は世界をめぐる（NHK総合）
- レディス4（テレビ東京）
- 徹子の部屋（テレビ朝日）
- BS日本のうた（NHK BSP）
- 思い出のメロディー（NHK総合・ラジオ第1）
- NHK歌謡コンサート（NHK総合）
- 木曜8時のコンサート（テレビ東京）
- 一枚の写真（関西テレビ・フジテレビ）
- ペンギンタイム（MBSラジオ）
- なるほど!ザ・ワールド（フジテレビ）
- ミュージックラブリー〜今宵ペギーと〜（TBSラジオ）

## 吹き替え
- ママは太陽（ドリス・デイ）主題歌（ケ・セラ・セラ）も担当
- おしゃれスパイ危機連発（ドリス・デイ）
- ファン・アンド・ファンシー・フリー（ナレーション、ハープ（歌））※TBS版
- ふしぎの国のアリス（クイーン・オブ・ハート）※TBS版
- ER緊急救命室（ローズマリー・クルーニー）歌も担当

## CM
- 西宮酒造（現・日本盛） （1960年頃。日本盛のサイトで当時のCMをみることができる）
- フジマル工業・グリドル（ホットプレート） （1975年、根上淳と夫婦で共演）
- 日本アジア航空 （1982年、根上淳と夫婦で共演）
- 日立製作所 青空 洗濯機・乾燥機（1980年代前後）

## 受賞歴
- 1958年、芸術祭個人奨励賞　（ミュージカル『あなたの為に歌うジョニー』）
- 1980年、第22回日本レコード大賞・企画賞　（アルバム『万葉の心を求めて』）
- 1991年、第33回日本レコード大賞・功労賞　（外国の歌を多く日本に紹介、広めた功績）
- 1992年、日本ジャズヴォーカル賞 大賞（ジャズワールド主催）
- 1993年、芸術選奨文部大臣賞　（歌手生活40周年リサイタル）
- 1995年、紫綬褒章
- 2004年、旭日小綬章
- 2012年、第54回日本レコード大賞・特別賞     （『南国土佐を後にして』）
- 2014年、第35回松尾芸能賞・特別賞
- 2015年、第66回NHK放送文化賞
- 2017年、第59回日本レコード大賞・特別功労賞（死後追贈）

## 著作
- 『わが心に歌えば』（主婦と生活社、1975年）
- （夫/根上淳との共著）『代々木上原めおと坂』（立風書房、1987年）
- 『歌う看護婦 夫を在宅介護 愛とバトルの二千日』（光文社、2004年）